# Wen Mukubu
Wen Boss Mukubu (Kinshasa, 2 agosto 1983) è un cestista della Repubblica Democratica del Congo con cittadinanza belga.

## Carriera
Con il Belgio ha disputato due edizioni dei Campionati europei (2013, 2015).